# Chained to the Rhythm
Chained to the Rhythm is een nummer van de Amerikaanse zangeres Katy Perry uit 2017, in samenwerking met de Jamaicaanse zanger Skip Marley. Het is de eerste single van Perry's vijfde studioalbum Witness. Zangeres Sia heeft meegeschreven aan het nummer. Ze is ook deels te horen als achtergrondzangeres op het nummer, maar staat niet vermeld op de credits.
"Chained to the Rhythm" is een hit geworden. In de Amerikaanse Billboard Hot 100 haalde het de 4e positie. In de Nederlandse Top 40 kwam het op de 6e plaats en in de Vlaamse Ultratop 50 was de hoogste positie die het nummer heeft gehaald tevens nummer 6.

## NPO Radio 2 Top 2000
Chained to the Rhythm stond alleen in 2017 in de NPO Radio 2 Top 2000, op plek 1967.